# Parafollikuläre Zelle
Die parafollikulären Zellen sind Zellen in der Schilddrüse der Säugetiere. Sie werden als parafollikulär bezeichnet, da sie im Bindegewebe der Schilddrüse zwischen bzw. neben (syn. para) den Schilddrüsenfollikeln einzeln oder in Gruppen lokalisiert sind. Die Hauptfunktion der parafollikulären Zellen ist die Produktion des Hormons Calcitonin und sie werden als C-Zellen (C für clear cells) bezeichnet. Phylogenetisch leiten sie sich von den Ultimobranchialen Körpern (Glandula ultimobranchialis) ab, die bei anderen Wirbeltieren als eigene Organe existieren.
Calcitonin greift in den Calcium-Phosphat-Stoffwechsel ein, in dem es die Calcium-Konzentration durch Hemmung der Osteoklasten und verringerte Calcium-Aufnahme im Verdauungstrakt senkt. Die Ausschüttung von Calcitonin wird über in der Plasmamembran der parafollikulären Zellen befindliche G-Protein gekoppelte Calcium-Rezeptoren reguliert. Sie werden durch eine hohe Calcium-Konzentration stimuliert und bewirken über eine Signalkaskade eine Depolarisation und eine Senkung des pH-Werts (Azidifikation) innerhalb der Calcitonin enthaltenden Vesikel, was die Ausschüttung des Vesikelinhalts und damit die endokrine Freisetzung des Calcitonins bewirkt.
Darüber hinaus bilden die parafollikulären Zellen eine ganze Reihe weiterer Botenstoffe (Mediatoren) wie Serotonin, „Calcitonin Gene-Related Peptide“ (CGRP) und Somatostatin, deren Funktion in der Schilddrüse überwiegend noch nicht sicher geklärt ist. Es wird davon ausgegangen, dass einige Mediatoren regulatorisch auf die Bildung der Schilddrüsenhormone Triiodthyronin (T3) und Thyroxin (T4) in den Follikelepithelzellen der Schilddrüse wirken.
Die parafollikulären Zellen werden dem APUD-System (APUD = Amine Precursor Uptake and Decarboxylation) zugerechnet. 
Der bösartige Tumor, der von den C-Zellen ausgeht, ist das medulläre Schilddrüsenkarzinom. Dieser Tumor kommt gehäuft bei der multiplen endokrinen Neoplasie vom Typ MEN 2 vor.

## Weiterführende Literatur
- E. C. Baber: Contributions to the minute anatomy of the thyroid gland of the dog. In: Phil Trans R Soc. 166, 1876, S. 557–568 (Volltext)